# Авакян, Юрий Арамович
Юрий Арамович Авакян (24 сентября 1951, Тбилиси — 8 февраля 2009, Москва) — писатель, художник, этнограф и биолог, наиболее известен благодаря своей реконструкции второго и третьего тома «Мертвых душ» Н. В. Гоголя.

## Биография
Родился 24 сентября 1951 года в Тбилиси.
Окончил Тбилисский Государственный Институт им. А. С. Пушкина. В 1972 году поступил на работу старшим научным сотрудником в филиал ВНИИ Генетика в Чаренцаване. В 1973 году поступил на работу в Институт истории, этнографии и археологии АН ГССР в лабораторию антропологии. Занимался изучением генетических особенностей населения западной Грузии, принимал участие в подготовке к изданию книги академика АН ГССР Малхаза Григорьевича Абдушелишвили «К краниологии древнего и современного населения Кавказа», для которой написал несколько разделов и выполнил более 50-ти иллюстраций.
В 1974 году был зачислен в Институт кибернетики АН ГССР и по личной просьбе перевелся в город Сухуми, где изучал воздействие гомогената печени Катрана на течение и развитие различных форм онкозаболеваний.
В 1977 году переехал в Москву. В должности старшего научного сотрудника поступил на службу в Московский филиал ВНИИХИМПРОЕКТ.
В 1979 году устроился в магазин «Модный трикотаж» психологом-консультантом.
В 1983 году был принят на должность Главного художника МПКиО «Сокольники». Руководил творческо-производственным коллективом из 20 человек. Награждён золотой медалью ВДНХ за концепцию оформления парка и подготовке к проведению праздников. Получил благодарность Главного управления культуры Мосгорисполкома за участие в подготовке и проведении XII международного фестиваля молодежи и студентов в Москве.
В 1990 году создал координационно-консультивное агентство «Прогноз» МК ВЛКСМ, которое занималось издательско-полиграфической деятельностью. Также в 1990 он написал сборник повестей «Сын благословенный».
С 1993 по 1999 год возглавлял различные коммерческие структуры в сфере издательско-полиграфической деятельности и производства продуктов питания.
В 1993 году отдыхал в Веве, где ему пришла идея написать реконструкцию второго тома «Мертвых душ»; том был издан в 1994 году.
В 1999 году создал и возглавил научно-внедренческую фирму «Ферда Муравей», на базе которой разработал лечебные продукты питания, нашедшие широкое применение в клинической практике. В 2007 году написал книгу Ферма. Книга 1. Сеть под псевдонимом Сергей Старшинов (книга была задумана как часть трилогии). В мае 2008 года написал реконструкцию третьего тома «Мертвых душ»; в 2013 году его опубликовала в интернете вдова писателя Светлана Авакян со своим предисловием. Умер 8 февраля 2009 года в Москве.

## Критика
Второй том «Мертвых душ» был высоко оценен ведущими гоголеведами. 24 университета США приобрели книгу для своих библиотек.

## Личная жизнь
В 1986 году женился на Светлане Владимировне Авакян (Скородько). В 1994 году родился сын Михаил.